# Cannibal Story
Cannibal Story ist ein australischer animierter Dokumentarkurzfilm aus dem Jahr 2012.

## Handlung
Kannibalen kriechen zum Salzsee. Die Martu haben immer Angst, umgebracht zu werden. Dann wird ein Kannibalen-Baby auf einem Sandhügel in Puntawarri geboren. Deswegen ziehen alle Kannibalen dorthin. Auf Befehl des Babys töten sie alle die Martu.